# Firenze Pallanuoto
La Firenze Pallanuoto è una squadra che milita nel campionato italiano di pallanuoto; è stata fondata nel 1996.
È una delle squadre della città di Firenze.

## Storia
Fondata nel settembre del 1996 da alcuni appassionati di pallanuoto, guidati da Cipriano Catellacci, la Firenze Pallanuoto, con a disposizione 2 corsie in affitto, nasce con lo scopo di offrire una possibilità di proseguire il loro percorso sportivo ad una ventina di atleti, maschi e femmine, che avevano frequentato la scuola di avviamento alla pallanuoto, diretta dallo stesso Catellacci, e che non trovavano in Firenze altra associazione che li potesse accogliere. L'obiettivo di Catellacci e del collaboratore Giorgio Gatta non è tanto recuperare pallanuotisti tra i nuotatori non "assorbiti" dall'agonismo, ma formarli come tali fin da subito
Nel 1999 la Firenze Pallanuoto ha già più di 200 atleti e partecipa ai campionati giovanili categoria ragazzi ed esordienti, mentre per le femminili, non esistendo ancora una categoria giovanile, la Firenze Pallanuoto iscrive le sue giovanissime ad un campionato di serie C. Nel 2000 i settori agonistici sono al completo e le ragazze al termine della stagione sono promosse in serie B. Tra il 2000 ed il 2001 l'Associazione attraversa un periodo di crisi dovuto all'estromissione dalla piscina comunale. Ma è solo una parentesi: nel 2002 la Firenze Pallanuoto femminile, con una squadra giovanissima, vincendo in casa con il Rapallo, viene promossa in A2 nazionale. In quel frangente, avendo la scuola pallanuoto ancora "in esilio", il presidente Catellacci chiede alle autorità la concessione di un impianto. 
Nella stagione 2004 approdano alla Firenze Pallanuoto giocatrici di primo piano come Lilly Allucci, storico capitano del Setterosa, e Martina Miceli capocannoniere della nazionale. Con questi innesti, la squadra viola bissa il successo e approda in A1. Inoltre le ragazze della squadra juniores vincono prima il campionato regionale e poi la fase nazionale: La Firenze Pallanuoto conquista così lo scudetto juniores 2004. 
Grazie anche alla munifica sponsorizzazione di McDonald's Italia e a una buona campagna abbonamenti, la stagione 2004/2005 è ricca di successi: la prima squadra femminile, neopromossa in A1, centra abbondantemente l'obiettivo salvezza, partecipando al campionato con una squadra di giovanissime e unica società italiana a giocare senza straniere, tenendo fede al progetto di valorizzazione del vivaio giovanile.
Nel 2009 la Firenze Pallanuoto vince il bando di gara per l'assegnazione delle piscine comunali, in ATI con Acquatica, aggiudicandosi la gestione della piscina situata nel popoloso quartiere "Isolotto" di Firenze. Nel 2010 si aggiudica anche l'impianto sportivo Paganelli. Finisce in questo modo un lungo esilio durato 14 anni ed inizia una nuova era sportiva. I primi frutti arrivano nel 2011, dopo un breve periodo in A2, la Firenze Pallanuoto, supportata dal nuovo sponsor NGM Mobile, ritorna in A1 e nel 2013 è finalista in Coppa Len.
Nel 2012 si unisce alla Fiorentina Waterpolo, dando vita alla Firenze Waterpolo.
Il settore maschile, dopo un periodo di stallo, decide di ripartire nel 2009 dalla serie D sotto la guida del neo tecnico Lorenzo Cenci, analogamente a quanto fatto per il settore femminile, la Firenze Pallanuoto decide di puntare nuovamente sui giovani, e i frutti non tardano ad arrivare. Nel 2011 arriva la promozione in serie C, e dopo una stagione nella quale la squadra compete esclusivamente per salvarsi, il tecnico riesce a creare una squadra realmente competitiva, nel 2011-12 la Firenze Pallanuoto sfiora la promozione in serie B, l'anno dopo squadra un po' più indebolita ma stesso risultato. Lorenzo Cenci capisce che si è chiuso un ciclo e lascia posto ad Andrea Bosazzi, che, al primo tentativo, nel 2013-2014 riesce ad ottenere la promozione in serie B. Nel campionato 2014-2015 la neopromossa compagine guidata da Bosazzi si classifica terza nel proprio girone in serie B non riuscendo così ad ottenere un piazzamento utile per i play-off.

## Rosa Femminile 2018-2019
| N° |                   | Ruolo | Giocatore         |
| -- | ----------------- | ----- | ----------------- |
|    | Italia (bandiera) | P     | Pellegrino Giulia |
|    | Italia (bandiera) | D     | Capaccioli Elisa  |
|    | Italia (bandiera) | D     | Saccardi Sara     |
|    | Italia (bandiera) | D     | Merli Benedetta   |
|    | Italia (bandiera) | A     | Scali Gemma       |
|    | Italia (bandiera) | A     | Baldi Giulia      |

| N° |                   | Ruolo | Giocatore         |
| -- | ----------------- | ----- | ----------------- |
|    | Italia (bandiera) | A     | Azzini Elisa      |
|    | Italia (bandiera) | A     | Sammarco Federica |
|    | Italia (bandiera) | A     | Baldi Cecilia     |
|    | Italia (bandiera) | A     | Mancini Giorgia   |
|    | Italia (bandiera) | A     | Rocca Matilde     |
|    | Italia (bandiera) | A     | Ferrni Giulia     |

| Allenatore: | Marta Colaiocco |

## Cronistoria recente (settore femminile)
- 2004-05 - Serie A1 femminile
- 2005-06 - Serie A1 femminile
- 2006-07 - Serie A1 femminile
- 2007-08 - Serie A1 femminile
- 2008-09 - Serie A2 femminile
- 2009-10 - Serie A2 femminile
- 2010-11 - Serie A2 femminile
- 2011-12 - Serie A1 femminile
- 2012-13 - Serie A1 femminile
- 2013-14 - Serie A1 femminile
- 2014-15 - Serie A1 femminile, retrocessa in Serie A2

## Cronistoria recente (settore maschile)
- 2009/2010 - Serie D maschile
- 2010/2011 - Serie D maschile, promossa in Serie C
- 2011/2012 - Serie C maschile
- 2012/2013 - Serie C maschile
- 2013/2014 - Serie C maschile, promossa in Serie B
- 2014/2015 - Serie B maschile
- 2015/2016 - Serie B maschile

## Sponsor
- NGM
- McDonald's